# 阪智香
阪智香（さか ちか、1970年 - ）は、日本の会計学者。旧姓谷口。大阪府出身。環境会計が専門。関西学院大学商学部教授、関西学院大学サステナビリティ研究センター、金融庁企業会計審議会委員。平松一夫博士に師事。

## 経歴
- 1988年4月　関西学院大学商学部入学。
- 1991年3月　関西学院大学商学部3回生の時に飛び級試験に合格し退学。
- 1991年4月　関西学院大学商学研究科修士課程入学。
- 1996年3月　関西学院大学商学研究科博士課程修了。
- 1996年4月　関西学院大学商学部専任講師。
- 2001年3月　著書『環境会計論』により、関西学院大学より商学博士の学位を授与される。
- 2001年4月　関西学院大学商学部助教授。
- 2005年10月　日本学術会議連携会員。
- 2006年6月　大阪府環境審議会委員。
- 2007年12月　環境省環境会計におけるストック概念に関する検討会委員。
- 2008年4月　関西学院大学商学部教授。
- 2010年9月　和泉市文化振興財団理事。
- 2012年4月　関西学院大学体育会ラクロス部部長。
- 2015年10月　神戸大学大学院経営学研究科外部評価委員会委員。
- 2016年4月　関西学院大学学長補佐。
- 2017年6月　四天王寺学園評議員。
- 2017年10月　関西学院大学サステナビリティ研究センター長。
- 2019年11月　大阪市環境審議会委員。
- 2022年7月　財務会計基準機構サステナビリティ基準委員会（SSBJ）委員。
- 2023年5月　金融庁企業会計審議会委員[1]。

## 主要著書
- 『環境会計論』（2001年、東京経済情報出版）

他訳書・共著・論文・分担執筆多数あり。